# Liste des boissons des États des États-Unis
Cette liste des boissons des États des États-Unis présente les diverses boissons officiellement choisies par certains États des États-Unis pour leur caractère emblématique.

## Liste
| État             | boisson                                                          | année |
| ---------------- | ---------------------------------------------------------------- | ----- |
| Alabama          | Conecuh Ridge Whiskey (en) (alcool de l'État)                    | 2004  |
| Arkansas         | lait                                                             | 1985  |
| Delaware         | lait                                                             | 1983  |
| Floride          | jus d'orange                                                     | 1967  |
| Kentucky         | lait                                                             | 2005  |
| Louisiane        | lait                                                             | 1983  |
| Maine            | Moxie (en)                                                       | 2005  |
| Maryland         | lait                                                             | 1998  |
| Massachusetts    | jus de canneberge                                                | 1970  |
| Minnesota        | lait                                                             | 2004  |
| Mississippi      | lait                                                             | 1984  |
| Nebraska         | lait (boisson de l'État)                                         | 1998  |
| Nebraska         | Kool-Aid (soda de l'État)                                        | 1998  |
| New York         | lait                                                             | 1981, |
| Caroline du Nord | lait                                                             | 1987  |
| Dakota du Nord   | lait                                                             | 1983  |
| Ohio             | jus de tomate                                                    | 1965  |
| Oklahoma         | lait                                                             | 2002  |
| Oregon           | lait                                                             | 1997  |
| Pennsylvaniae    | lait                                                             | 1982  |
| Rhode Island     | lait au café (en)                                                | 1993  |
| Caroline du Sud  | lait (boisson de l'État)                                         | 1984  |
| Caroline du Sud  | thé cultivé en Caroline du Sud (boisson d'hospitalité de l'État) | 1995  |
| Dakota du Sud    | lait                                                             | 1986  |
| Tennessee        | lait                                                             | 2009  |
| Vermont          | lait                                                             | 1983  |
| Virginie         | lait                                                             | 1982  |
| Virginie         | George Washington's Rye Whiskey (en)                             | 2017  |
| Wisconsin        | lait                                                             | 1987  |

| District de Columbia et Porto Rico | boisson     | année |
| ---------------------------------- | ----------- | ----- |
| District de Columbia               | Rickey (en) | 2011  |
| Porto Rico                         | Piña Colada | 1978  |